# Carbon nhiệt phân

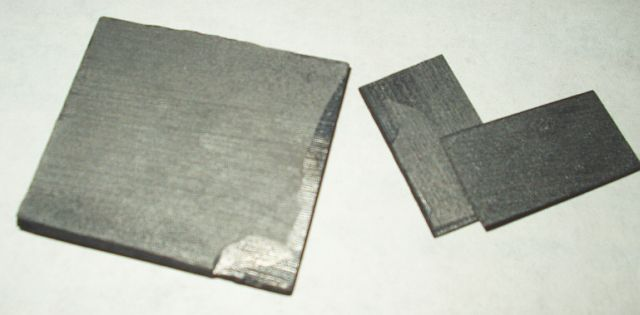
Tấm carbon nhiệt phân.

Carbon nhiệt phân là một vật liệu tương tự như than chì, nhưng có một số liên kết cộng hóa trị giữa các tấm graphene của nó do kết quả của sự không hoàn hảo trong quá trình sản xuất.
Carbon nhiệt phân do con người tạo ra và được cho là không có trong tự nhiên. Nói chung, nó được sản xuất bằng cách đốt nóng một hydrocarbon gần đến nhiệt độ phân hủy của nó, và cho phép than chì kết tinh (nhiệt phân). Hai phương pháp khác là nung sợi tổng hợp trong chân không và đặt hạt lên đĩa trong khí rất nóng để thu lớp phủ graphit. Nó được sử dụng trong các ứng dụng nhiệt độ cao như nón mũi tên lửa, động cơ tên lửa, tấm chắn nhiệt, lò thí nghiệm, nhựa gia cường than chì, phủ các hạt nhiên liệu hạt nhân và trong các bộ phận giả y sinh.

## Tính chất vật lý
Các mẫu carbon nhiệt phân thường có một mặt phẳng phân cắt duy nhất, tương tự như mica, vì các tấm graphene kết tinh theo một trật tự phẳng, trái ngược với carbon nhiệt phân, tạo thành các vùng hiển vi có định hướng ngẫu nhiên. Do đó, than chì bị nhiệt phân thể hiện một số đặc tính dị hướng bất thường. Nó dẫn nhiệt dọc theo mặt phẳng phân cắt hơn là carbon nhiệt phân, làm cho nó trở thành một trong những chất dẫn nhiệt phẳng tốt nhất hiện có.
Than chì nhiệt phân tạo thành các tinh thể khảm với độ khảm được kiểm soát lên đến một vài độ.
carbon nhiệt phân cũng nghịch từ hơn (χ = −4 × 10−4) so với mặt phẳng phân cắt, thể hiện tính khử từ lớn nhất (theo trọng lượng) so với bất kỳ vật liệu nghịch từ nào ở nhiệt độ phòng. Để so sánh, carbon nhiệt phân có độ thấm tương đối là 0,9996, trong khi bismuth có độ thấm tương đối là 0,9998 .

## Từ tính

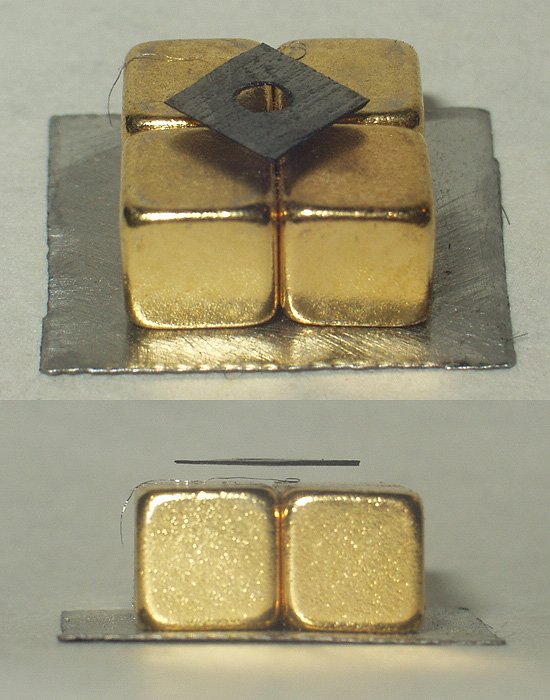
carbon nhiệt phân lơ lửng trên nam châm vĩnh cửu.

Rất ít vật liệu có thể được chế tạo để lơ lửng ổn định trên từ trường từ nam châm vĩnh cửu. Mặc dù lực đẩy từ trường là rõ ràng và dễ dàng đạt được giữa hai nam châm bất kỳ, nhưng hình dạng của trường khiến nam châm phía trên đẩy sang một bên, thay vì được hỗ trợ, khiến các vật thể từ tính không thể bay ổn định (xem định lý Earnshaw). Tuy nhiên, các vật liệu nghịch từ mạnh có thể bay lên trên các nam châm mạnh.
Với sự sẵn có dễ dàng của nam châm vĩnh cửu đất hiếm được phát triển vào những năm 1970 và 1980, tính khử từ mạnh của graphit nhiệt phân làm cho nó trở thành vật liệu trình diễn thuận tiện cho hiệu ứng này.
Vào năm 2012, một nhóm nghiên cứu ở Nhật Bản đã chứng minh rằng than chì nhiệt phân có thể phản ứng với ánh sáng laser hoặc ánh sáng mặt trời tự nhiên đủ mạnh bằng cách quay hoặc di chuyển theo hướng của trường dốc. Tính cảm từ của carbon yếu đi khi đủ ánh sáng, dẫn đến từ hóa không cân bằng của vật liệu và chuyển động khi sử dụng một hình dạng cụ thể.

## Ứng dụng
- Nó được sử dụng không gia cố cho nón mũi tên lửa và động cơ tên lửa.
- Ở dạng sợi, nó được sử dụng để gia cố nhựa và kim loại (xem Sợi carbon và nhựa gia cường Graphit).
- Lò phản ứng hạt nhân sử dụng một lớp phủ carbon pyrolytic để điều hành neutron.
- Được sử dụng để phủ (ống) cuvet[1] graphit trong lò hấp thụ nguyên tử lò graphit để giảm ứng suất nhiệt, do đó tăng tuổi thọ của cuvet.
- Carbon nhiệt phân được sử dụng cho một số ứng dụng trong quản lý nhiệt điện tử: vật liệu giao diện nhiệt, bộ tản nhiệt (tấm) và tản nhiệt (cánh tản nhiệt).
- Nó đôi khi được sử dụng để làm tẩu thuốc lá.
- Nó được sử dụng để chế tạo kết cấu lưới trong một số ống chân không công suất lớn.
- Nó được sử dụng như một bộ đơn sắc cho nghiên cứu tán xạ neutron và tia X.
- Van tim giả.
- Nó cũng được sử dụng trong các ngành công nghiệp ô tô, nơi cần một lượng ma sát mong muốn giữa hai thành phần.
- Graphit nhiệt phân có định hướng cao (HOPG) được sử dụng làm nguyên tố phân tán trong máy quang phổ HOPG, được sử dụng cho phép đo phổ tia X.
- Nó được sử dụng trong đồ bảo hộ cá nhân.

### Ứng dụng y sinh
Vì cục máu đông khó hình thành trên carbon nhiệt phân, nên nó thường được lót trên một bộ phận giả tiếp xúc với máu để giảm nguy cơ hình thành huyết khối. Ví dụ, nó được sử dụng trong tim nhân tạo và van tim nhân tạo.
Carbon nhiệt phân cũng được sử dụng trong y tế để phủ lên các bộ phận cấy ghép chỉnh hình chính xác về mặt giải phẫu, hay còn gọi là khớp thay thế. Trong ứng dụng này, nó hiện đang được bán trên thị trường với tên "PyroCarbon". Các thiết bị cấy ghép này đã được Cục Quản lý Thực phẩm và Dược phẩm Hoa Kỳ chấp thuận để sử dụng trên tay để thay thế khớp ngón tay.